# Gubernia charkowska

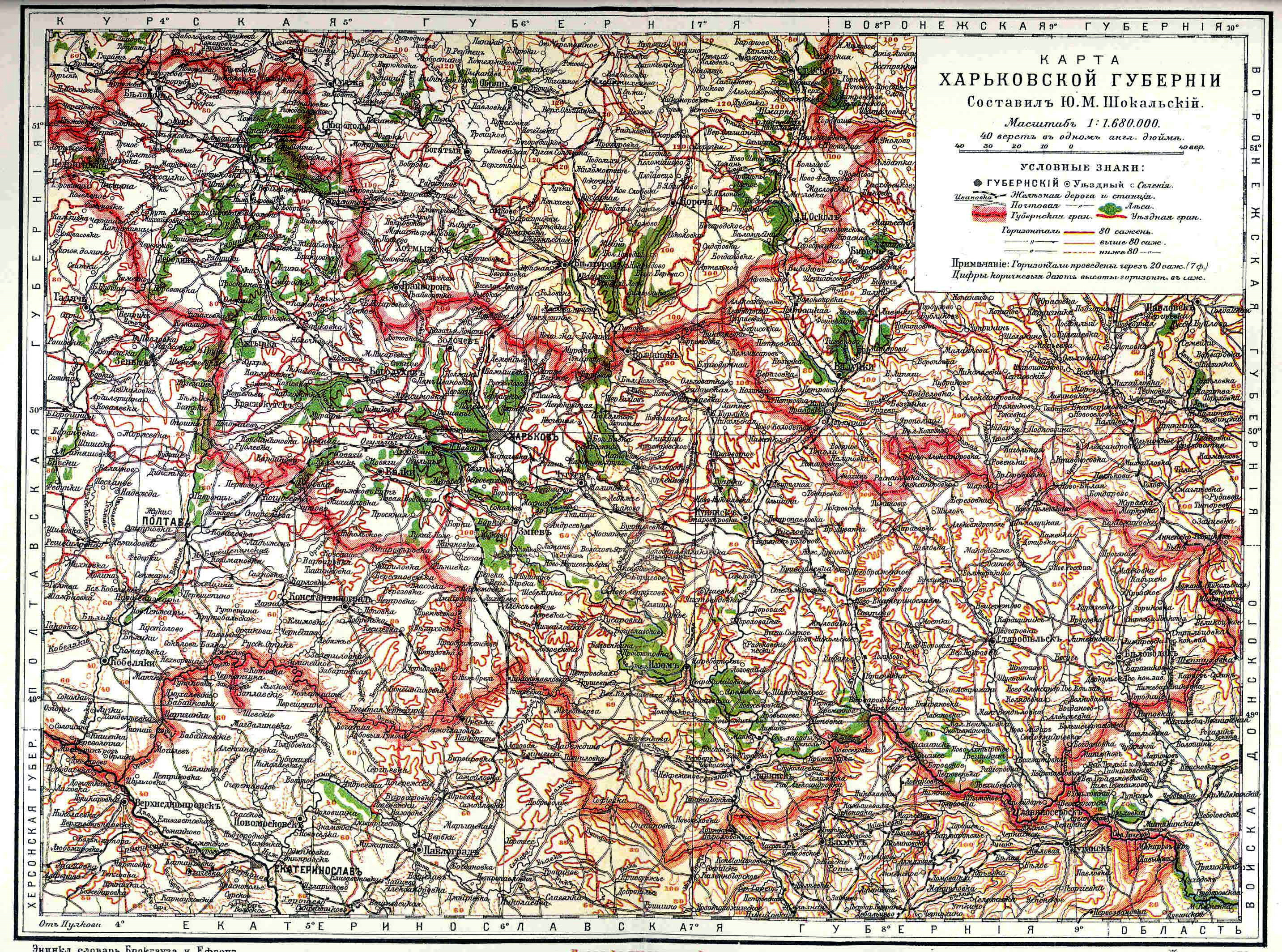
Mapa guberni charkowskiej

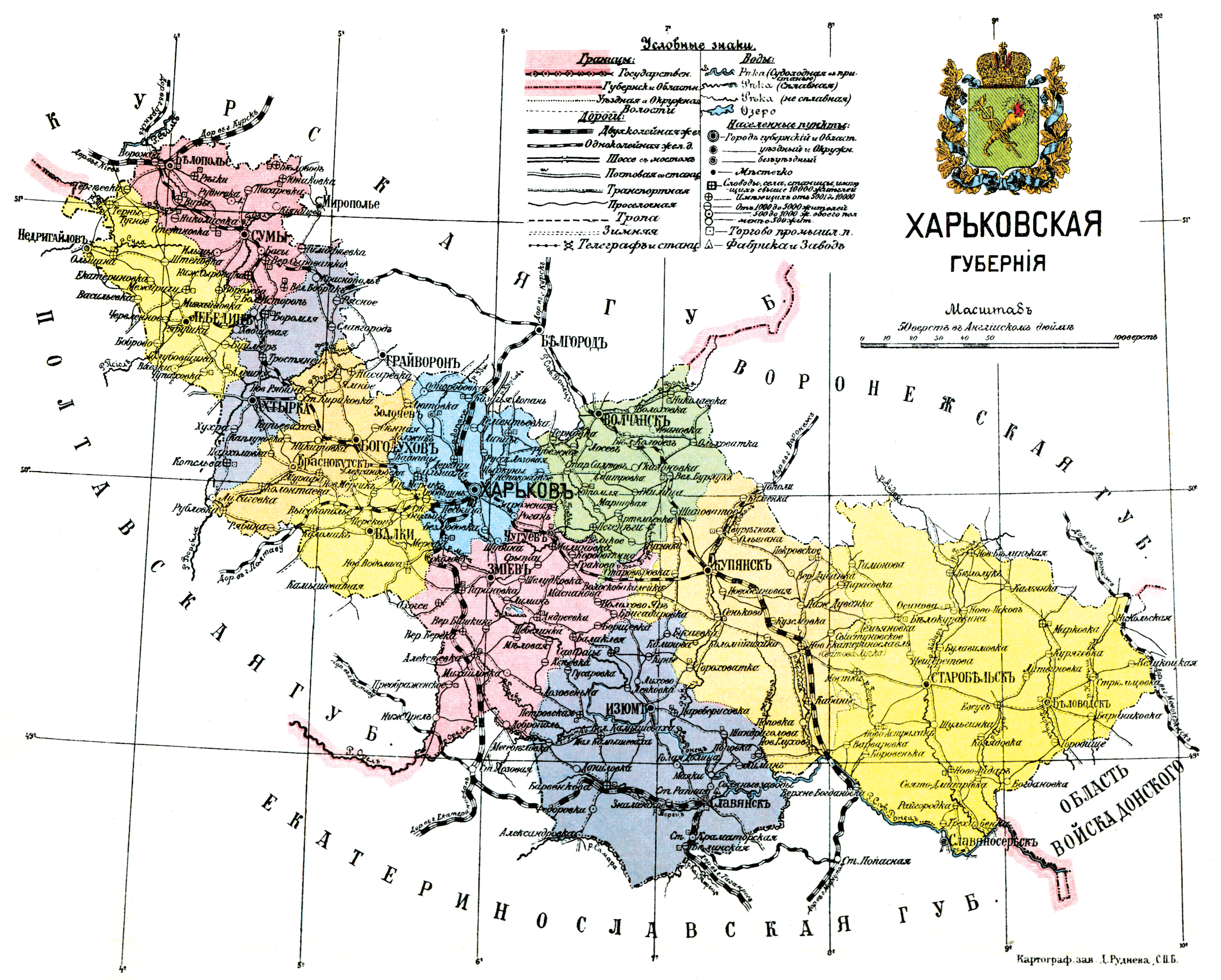
Mapa guberni charkowskiej (1913)

Gubernia charkowska (ros. Харьковская губерния) – jednostka administracyjna Imperium Rosyjskiego ze stolicą w Charkowie, utworzona pierwotnie jako namiestnictwo charkowskie ukazem Katarzyny II w 1780 roku z przekształcenia guberni słobodzko-ukraińskiej. W 1797 Paweł I likwidując namiestnictwa przywrócił gubernię słobodzko-ukraińską, 5 grudnia?/17 grudnia 1835 została ona przemianowana na gubernię charkowską. Obejmowała powierzchnię 54 493 km².
Gubernia była położona pomiędzy 48°31′ a 51°16′ szerokości geograficznej północnej i 33°50′ a 39°50′ długości geograficznej wschodniej. Graniczyła od północy z gubernią kurską i woroneską, na wschodzie z Obwodem Wojska Dońskiego, na południu z gubernią katerynosławską, na zachodzie z gubernią połtawską.
Zlikwidowana w 1925 przy reformie podziału administracyjnego Ukraińskiej Socjalistycznej Republiki Radzieckiej.

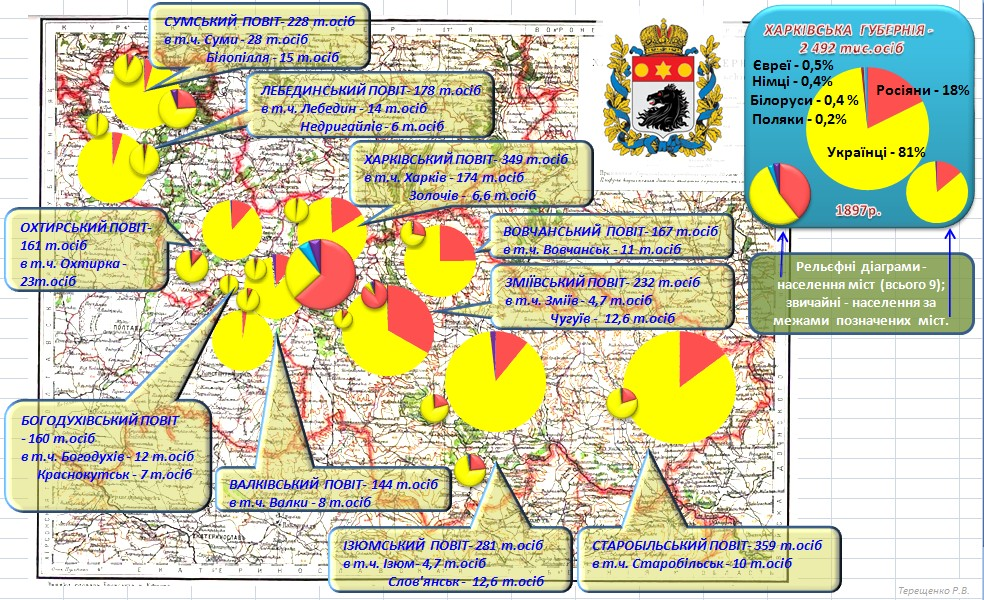
Mapa etnograficzna guberni charkowskiej według spisu 1897

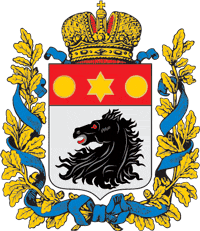
Herb guberni charkowskiej w latach 1878–1887

## Demografia
Gubernia zamieszkana była według spisu powszechnego 1897 przez 2 492 316 osób, a w 1901 przez 2 773 047 osób. Spis z roku 1897 wykazał następujący podział ludności według języka deklarowanego przez respondentów jako ojczysty: 2 009 411 (80,6%) Ukraińcy, 440 936 (17,7%) Rosjanie, 12 650 (0,5%) Żydzi, 10 258 0,4% Białorusini, 9080 – 0,4% Niemcy, 5910 – 0,2% Polacy, inne 4071 (0,2%).

### Ludność w ujezdach według deklarowanego języka ojczystego 1897[2]
| Ujezd            | Ukraińcy | Rosjanie | Żydzi | Polacy | Białorusini | Niemcy |
| ---------------- | -------- | -------- | ----- | ------ | ----------- | ------ |
| Gubernia łącznie | 80,6%    | 17,7%    | …     | …      | …           | …      |
| achtyrski        | 87,6%    | 11,3%    | …     | …      | …           | …      |
| bogoduchowski    | 88,2%    | 9,9%     | …     | …      | 1,6%        | …      |
| wałkowski        | 97,1%    | 2,6%     | …     | …      | …           | …      |
| wołczański       | 74,8%    | 25,0%    | …     | …      | …           | …      |
| zmijewski        | 63,7%    | 35,6%    | …     | …      | …           | …      |
| izjumski         | 86,2%    | 12,0%    | …     | …      | …           | 1,5%   |
| kupiański        | 86,6%    | 13,2%    | …     | …      | …           | …      |
| łebedyński       | 95,3%    | 4,4%     | …     | …      | …           | …      |
| starobielski     | 83,4%    | 14,7%    | …     | …      | 1,5%        | …      |
| sumski           | 91,9%    | 7,0%     | …     | …      | …           | …      |
| charkowski       | 54,9%    | 39,5%    | 2,8%  | 1,2%   | …           | …      |